# 网易云音乐
网易云音乐（英語：NetEase Cloud Music，港交所：9899）是中国网易公司自2013年4月23日基於網易雲服務推出的一个音乐平台。除了提供主要的音乐播放、下载与查找服务外，还提供音乐社交功能，如歌曲评论、听歌识曲、根据历史播放记录的歌单推荐、地理位置识别等。2021年12月2日，网易云音乐登陆港交所。截至2017年11月，网易云音乐用户数量超过4亿。

## 功能
- 提供音乐榜单。[3]
- 更大程度地利用歌单进行音乐整理而非专辑与表演者。
- 音效功能。支持十几种音效。
- 个性化推荐。包括每日推荐、私人FM、心动模式。[4][5]
- 用户评论。[6] 移动端可在自己的用户主页查看自己发布的评论。还包括近期热评、动态评论、歌曲评论、歌单和专辑评论等等。
- 主播电台。可收听大牌DJ的优质节目，还可以创建属于自己的节目频道。[7]
- 短视频功能。在2018年3月移动端的5.0.0更新后，将在首页显示视频模块。[8]
- 独立音乐人入驻。从2014年开始公开招募独立音乐人。[9]并在2016年11月22日启动“石头计划”，投资两亿扶持独立音乐人。[10]

## 商业模式
网易云音乐采用免费增值商业模式，基本服务是免费的，而一些增强功能则以会员订阅方式提供。网易云音乐的主要收入由音乐流媒体服务和社交娱乐服务两部分组成。与QQ音乐类似，艺术家和唱片公司可以选择将内容限制为付费订阅者，或者让他们的专辑可以在平台上购买。购买专辑的用户无需会员即可收听购买专辑。

### 会员
截至目前，网易云音乐提供两种会员套餐。iOS和iPad OS端付款需通过Apple的App Store处理。

### 限制
网易云音乐仅在中国大陆运营。大多数曲目因版权限制只能在中国大陆播放。网易云音乐的移动端未在Google Play商店上架，但上架了App Store。目前网易云音乐尚未支持英文等其他语言。

## 版权合作
由于许多唱片公司（如国王唱片）要求向用户收取数字专辑的费用，网易云音乐上越来越多的音乐开始转变为付费收听和下载的模式，无损格式的音乐则全部收费，还有一部分音乐由于网易暂未获取授权而不能播放。另外，中国大陆以外的用户无法使用其完整服务。

### 国际合作
2016年6月，网易云音乐与荷兰的电子音乐厂牌斯宾尼唱片达成合作协议，斯宾尼唱片选择网易云音乐作为中国的合作伙伴，将电子音乐作品发布到网易云音乐上。
2017年2月27日，网易云音乐与日本最大娱乐集团爱贝克思（avex）联合宣布，双方已达成独家音乐版权战略合作，将共同致力于日本音乐在中国大陆的传播推广和正版化进程。
2018年3月16日，网易云音乐宣布与全球独立音乐数字版权代理巨头Merlin达成战略合作。
2024年10月24日，网易云音乐与韩国Kakao娛樂达成全新版权合作。

### 华语地区合作
2017年11月15日，网易云音乐和台湾流媒体平台KKBOX在北京共同宣佈达成战略合作，打造全球最大的华语音乐宣传平台。
2017年12月8日，网易云音乐和天娱传媒宣布达成战略合作，将携手发掘和推广青年艺人及歌曲作品。
2018年2月9日，在中国国家版权局的推动下，网易云音乐与腾讯旗下QQ音乐达成版权合作，相互授权音乐作品，达到各自独家音乐作品数量的99%以上，并商定音乐版权长期合作，同时向其他网络音乐平台开放音乐版权授权。
2018年3月6日，网易云音乐与阿里音乐共同对外宣布，双方达成音乐版权互相转授权的合作。网易云音乐将天娱传媒、爱贝克思（avex）、丰华唱片、华研国际等音乐版权转授给阿里音乐；同时，阿里音乐将滚石唱片、SM娱乐 、BMG等音乐版权转授给网易云音乐。

## 相关争议

### 周杰伦歌曲下架事件
2015年至2017年，网易云音乐每年向腾讯支付费用，以分许可周杰伦的808首歌曲。2018年4月1日，网易云音乐突然下架周杰伦歌曲一事引起热议。下架之前，周杰伦歌曲版权授权已到期7小时，且网易云音乐在3月31日告知用户可花费400元购买周杰伦200首热门歌曲合辑。随后，腾讯音乐起诉网易云音乐侵犯音视频制作人权益，索赔499万元。网易云音乐就此事在4月1日、2日共发布两个声明。4月2日晚上，网易云音乐副总裁王诗沐通过视频形式，直接面向站内用户进行回应和说明。

### 应用下架事件
2019年6月29日，因违反中华人民共和国法律规定，网易云音乐App在中国大陆各大Android应用商店被下架30天。 2019年8月初，网易云音乐在各大应用商店重新上架。

### “网抑云”
因网易云音乐的歌曲评论区中存在众多“伤痛文学”式色彩的热门网友留言，形成了一项网络迷因。这一行为和现象也招致了部分用户反感，称其“故意煽情”、“无病呻吟”，催生出称呼“网抑云”。2020年8月3日，网易云音乐针对此现象回应并推出“云村评论治愈计划”。

### UWP版应用下架事件
2020年5月29日，Windows应用商店中的网易云音乐UWP版更新之后，变为Win32版本转制UWP版，此举在应用商店中招致一些用户的差评。

### 大规模故障
2024年8月19日下午，网易云音乐出现大面积服务器故障，故障持续超过两小时。网易云音乐官方在微博否认了「删库跑路」等传闻，并公布补偿措施。据凤凰网，此次宕机事件可能与今年二季度机房向贵州搬迁有关，网易内部曾评估此次搬迁难度极大。知情人士另表示，近几年互联网公司多出现技术事故，多与「降本增效」相关，网易本次事故也有裁员导致故障排查时间延长的影响。有多位前网易的技术人员表示，技术故障或与Curve存储系统有关，但网易云音乐没有回应。